# Myokymie
Die Myokymie (gr. μῦς mŷs „Muskel“, κῦμα kŷma „Welle“) oder Muskelwogen ist eine unwillkürliche Muskelaktivität in Form kurzer tetanischer Kontraktionen in Muskelfasern eines Skelettmuskels. Dabei ist eine wellenartig anmutende Bewegung des Muskels sichtbar, ohne dass es zu einer eigentlichen Bewegungsexkursion kommt. Myokymien können im Schlaf andauern und sind nicht schmerzhaft. Sie sind damit von Faszikulationen (umschriebener), Spasmen (schmerzhaft) und Myoklonien (deutlicher Bewegungseffekt) zu unterscheiden. Myokymien sind oft harmlos und kommen beim Gesunden vor, zum Beispiel nach starker muskulärer Ermüdung, können aber auch Krankheitszeichen sein, zum Beispiel bei Erkrankungen der Motoneurone oder der Episodischen Ataxie Typ 1. Das Krankheitsbild der Obliquus-superior-Myokymie beschreibt eigentlich keine Myokymie, sondern einen Tremor.